# San Vicente de Alcántara
San Vicente de Alcántara és un municipi de la província de Badajoz, a la comunitat autònoma d'Extremadura.

## Història
Des dels seus orígens, el lloc sempre es va anomenar San Vicente. Ja a l'alta edat mitjana, es creu que l'assentament en aquesta zona es va deure a repoblacions efectuades per l'Orde d'Alcántara a principis del segle xv, com una pedania de Valencia de Alcántara. En l'any 1671, va obtenir la independència jurídica de la plaça de Valencia de Alcántara, així com la denominació de vila, després de pagar a la Corona la quantitat de 95.000 ducats. A més va obtenir el nom de "San Vicente de la Orden de Alcántara", car aquestes terres van ser conquistades als àrabs pel IV Mestre d'aquest orde, Vicente García Sánchez en 1221.
Si al principi la vila comptava amb un terme reduït, aquest va ser incrementat amb posterioritat en l'any 1836 amb les comandes de Piedrabuena i Mayorga, quan San Vicente va ser deslligada del partit judicial de Valencia de Alcántara i incorporada al partit judicial d'Alburquerque. Actualment la població compta amb un terme de 275,3 km². L'aspecte pel qual la població resulta més coneguda és la producció i elaboració del suro, activitat la tradició de la qual es remunta al 1858, quan s'obre la primera fàbrica, i en la qual San Vicente destaca avui com el centre més important d'Espanya.

### Govern
El primer alcalde democràtic va ser Enrique Santos Herrera, del Partit Comunista d'Espanya (PCE) en candidatura independent; posteriorment i en la mateixa legislatura va ser alcalde Joaquín Prieto Cruz, independent. El va succeir Antonio Martín Durán, ja del PSOE. A continuació va ser alcalde Clodoaldo Fernández Nieto (PSOE), fins a 1987. Entre els anys 1987 i 2007 va ser alcalde de la ciutat Gabriel Ramón Mayoral Galavís, del Partit Socialista Obrer Espanyol (PSOE). Actualment és alcalde de la ciutat Andrés Hernáiz de Sixte (PSOE).